# ریدزویل (پنسیلوانیا)
ریدزویل (به انگلیسی: Reedsville) یک منطقهٔ مسکونی در ایالات متحده آمریکا است که در شهرستان میفلن، پنسیلوانیا واقع شده‌است. ریدزویل ۱٫۷۷ کیلومتر مربع مساحت و ۶۴۱ نفر جمعیت دارد و ۱۸۰٫۴۴ متر بالاتر از سطح دریا واقع شده‌است.